# (257) Silesia
(257) Silesia – planetoida z pasa głównego asteroid okrążająca Słońce w ciągu 5 lat i 184 dni w średniej odległości 3,12 au. Została odkryta 5 kwietnia 1886 roku w Obserwatorium Uniwersyteckim w Wiedniu przez Johanna Palisę. Nazwa planetoidy pochodzi od łacińskiej nazwy Śląska.